# Lars Gustaf Teodor Tidander
Lars Gustaf Teodor Tidander, född den 16 maj 1849 i Ryssby, Kronobergs län, död den 14 juni 1917 i Stockholm, var en svensk skriftställare.
Tidander ägnade sig från 1874 åt ingenjörsfacket (han avlade examen vid Berlins tekniska högskola 1878), men från 1897 uteslutande åt skriftställarskap. Han utgav bland annat en rad skrifter behandlande 1500-talets svenska krigshistoria, vidare några arbeten i topografi och Anteckningar rörande K. Kronobergs regementes historia (1897-1907) samt redigerade sidorna 571-730 av sista (tionde) delen av Svenskt biografiskt lexikon. Ny följd.